# 九戸氏
九戸氏（くのへし）は、日本の氏族のひとつ。陸奥国を本拠とした武家。九戸党とも。「九戸政実の乱」を起こした11代目（説により14代目）の九戸政実が有名。中野氏・高田氏・坂本氏・上野氏・小軽米氏・江刺氏・江刺家氏・姉帯氏などがこの一族という。

## 出自
九戸氏の始まりは、南部氏の祖・源光行（南部光行）の六男、九戸行連（くのへ ゆきつら）と伝わる。行連が分家して、初め陸奥国九戸郡伊保内（岩手県九戸村）を領し、九戸氏を称した。ただし南部氏研究により南部光行が陸奥国に下向していない可能性が指摘されたため、九戸行連の九戸郡領有も信頼が置けなくなっている。また『参考諸家系図』の編者・星川正甫は、『系胤譜考』の九戸系図に対し、代数が南部氏宗家に対し少なすぎ、中世一般にはあまりない官途名の名前が多いとして、全面的に否定している。
また出自には異説もあり、九戸村の九戸神社伝「小笠原系図」（現存せず）によると、結城親朝の配下の総大将小笠原政康の5代の孫小笠原右近将監政実が九戸氏の始祖と伝える。なお結城親朝は元弘3年（1333年）に九戸に所領を持っていたと記録にある。軍記物『九戸軍談記』では九戸政実を結城氏配下・小笠原正安の末裔とする。ちなみに、旧・軽米村（現・軽米町）の上館地区には、九戸氏の末裔と言う小笠原性の家が点在している。しかし、その信憑性は定かでは無い。また九戸氏の確実な史料の初出である「光源院殿 御代当参衆並足軽以下衆覚」永禄6年（1563年）では、南部晴政と並んで「九戸五郎（奥州二階堂）」の名がみえる。九戸五郎は九戸政実と考えられるが、二階堂氏との付記がある。古文書に拠ると元弘4年（1334年）に二階堂行朝が九戸を含む久慈郡に代官を派遣したことがみえ、二階堂氏と九戸に関係があったとされる。しかし、前出の古文書には、結城氏系の武将の「有馬権頭茂時跡」と在り、後を二階堂氏が引き継いだと思われる記述がある。
なお北畠顕家と共に、陸奥国に下向した南部師行の最初の仕事は、二階堂行珍に所領として与えられた久慈郡に代官を送り届けることであったと言う。

## 歴史
『系胤譜考』や『参考諸家系図』は初代の行連から戦国時代末期の政実まで11代の系譜を載せる。一方、『奥南落穂集』は九戸信実を12代孫、九戸信仲を13代、政実を14代とする。歴代の事蹟については、詳細がほとんど不明である。
当初は大館村にあったが、のち九戸の地に移り九戸城を築城し移ったのが『系胤譜考』では、九戸光政の代、『奥南落穂集』では信実の代という。また他説では、政実が岩手郡、紫波郡に出陣し、安東氏との鹿角合戦にも武功をたてたことにより宗家三戸南部氏の南部晴政から二戸（旧・福岡）領を加増され、その時に九戸城に移ったとされる。信実、信仲のとき浄法寺氏、新田氏、七戸氏、久慈氏、野田氏などと姻戚関係を結んでいる。政実のときには三戸南部氏、八戸氏（根城南部氏）と並ぶ糠部郡の雄となっていた。
三戸南部氏の晴政、晴継が急死し（晴政の通夜の帰りに乗った籠が刺客に襲われて暗殺されたとも、その刺客が田子信直自身とも言われている）、その後継者が以前に南部晴政の長女の婿となり養嗣子でもあった田子（南部）信直と、九戸政実の弟で、晴政の二女が正室である九戸実親が候補に挙げられた。しかし北信愛が八戸政栄を調略、さらに信愛が南氏の兵と軍事クーデターを起こし信直が南部惣領家の後継者に決定する。これに政実は不満を持ち、南部信直による津軽為信の討伐の要請にも動かず、さらに三戸南部との対立を深めていった。ちなみに、元服前の大浦（津軽）為信を久慈氏に推挙したのは、政実である。
しかし工藤利悦によると、対立は後継者争いに端を発するものではなく、南部晴政・九戸氏の連衡と南部信直を盟主とする南長義・北信愛の連合の対立がはじめにあり、また九戸氏と三戸南部氏はほぼ対等な立場（いわゆる盟主関係）にあったとされる。これが事実なら、南長義・北信愛の「南部家内での地位と権限の誇示」を目論み、田子信直を補佐するふりをし、信直が三戸南部の後を継ぐのに邪魔な九戸政実を滅ぼし、尚且つ、南端の花巻城を得る為に画策したとの推測も出来なくも無い。なお、九戸氏が八戸（八戸南部）氏などともに三戸南部氏の「家臣」と見なされるのは奥州仕置以後である。これらは豊臣秀吉が天正15年（1587年12月）に関東・奥州に対して発令した私戦を禁止する「惣無事令」以降のことであったため、同族同士もしくは主君と家臣の争いとしなければ戦後処理により、九戸氏の領地を没収されるからである。
天正19年（1591年）政実は三戸城での南部氏の正月参賀を拒絶し、同年3月に5千人の兵力をもって挙兵した。これには九戸一族のほか、二戸郡の領主の大半が参加している。南部に属する中でも、精鋭・精強な九戸軍と南部家中の日和見により九戸側が当初は優位にあったが、南部信直の豊臣氏への働きかけにより、九戸側を奥州仕置に反する行動とみなした豊臣秀吉による鎮圧軍が派遣され、九戸氏は敗北した（戦が長引き、厳しい冬と兵糧不足に危機感を感じた仕置軍の和睦と見せかけた騙し討ちとの説在り）。
蒲生氏の計らいで政実を秀吉に謁見させようとするが、秀吉による関東の後北条氏の小田原城攻めの際に、後北条側の支城の一つである成田氏の本拠である武蔵国の『忍城』を大軍をもってしても落とせなかった屈辱と、九戸氏を存続させたくない三戸南部側の策略も在り、政実は降伏謝罪をしたが許されず、宮城県栗原郡内〔三 迫〕で配下の諸将数名と共に斬首処刑されて九戸氏は滅んだ。
現在の宮城県栗駒町九戸壇には、政実と共に処刑された武将の櫛引河内守清長・久慈備前守直治・七戸彦三郎家国・一戸彦次郎実富・円子右馬助光種・大湯四郎左衛門昌次・大里修理大夫親基と共に埋葬され、墓印に植えたと伝える椿が残る。
政実の一子・九戸亀千代は母とともに捕らえられ、村松の蒲生氏郷の陣で死に、首は長光寺に送られて手厚く葬られた。と『奥羽永慶軍記』では伝わるが、追手の名や殺害場所に諸説ある。また、生き延びて堀野三右衛門政信と称し、徳川秀忠に仕え3000石を得たとするものもある。ただし『寛政重修諸家譜』にはその名はない。開城させられた九戸城は仕置軍が雪崩込み、立て篭もっていた民も巻き込み惨劇の場と化した。

## 系譜
```
参考諸家系圖 七
<<公族之七>> 
九戸氏　本名南部　紋丸ノ内鶴　割菱

　　　　　　　　　　　　　　　　　 　　　　　　　　　　
南部光行

　　　┏━━━━┳━━━━┳━━━━━┳━━━━┳━━━━┫
　 
一戸行朝
　
南部実光
　
波木井実長
　
七戸朝清
　
四戸宗清
　
九戸出雲

　（
一戸氏
）（
三戸氏
）（
八戸氏
）　（
七戸氏
）（
四戸氏
）　　
行連

　　　　　　　　　　　　　　　　　　　　　　　　　　　　　┃
　　　　　　　　　　　　　　　　　　　　　　　　　　　　　左馬助
　　　　　　　　　　　　　　　　　　　　　　　　　　　　　
連実

　　　　　　　　　　　　　　　　　　　　　　　　　　　　　┃
　　　　　　　　　　　　　　　　　　　　　　　　　　　　　右馬助
　　　　　　　　　　　　　　　　　　　　　　　　　　　　　
武蓮

　　　　　　　　　　　　　　　　　　　　　　　　　　　　　┃
　　　　　　　　　　　　　　　　　　　　　　　　　　　　　宇兵衛門
　　　　　　　　　　　　　　　　　　　　　　　　　　　　　
連元

　　　　　　　　　　　　　　　　　　　　　　　　　　　　　┃
　　　　　　　　　　　　　　　　　　　　　　　　　　　　　彦左衛門
　　　　　　　　　　　　　　　　　　　　　　　　　　　　　
元実

　　　　　　　　　　　　　　　　　　　　　　　　　　　　　┃
　　　　　　　　　　　　　　　　　　　　　　　　　　　　　矢部
　　　　　　　　　　　　　　　　　　　　　　　　　　　　　
光康

　　　　　　　　　　　　　　　　　　　　　　　　　　　　　┃
　　　　　　　　　　　　　　　　　　　　　　　　　　　　　修理
　　　　　　　　　　　　　　　　　　　　　　　　　　　　　
光政

　　　　　　　　　　　　　　　　　　　　　　　　　　　　　┃
　　　　　　　　　　　　　　　　　　　　　　　　　　　　　筑後守
　　　　　　　　　　　　　　　　　　　　　　　　　　　　　
連康

　　　　　　　　　　　　　　　　　　　　　　　　　　　　　┣━━━━━━※（姉帯家）
　　　　　　　　　　　　　　　　　　　　　　　　　　　　　修理
　　　　　　　　　　　　　　　　　　　　　　　　　　　　　
信実

　　　　　　　　　　　　　　　　　　　　　　　　　　　　　┣━━━━━━━━━━━━━━━━━━━━━━━━━━━━━━━━━┓　
　　　　　　　　　　　　　　　　　　　　　　　　　　　　　右京　　　　　　　　　　　　　　　　　　　　　　　　　　　　　　　　左衛門　　　　　　
　　　　　　　　　　　　　　　　　　　　　　　　　　　　　
信仲
　　　　　　　　　　　　　　　　　　　　　　　　　　　　　　　　
信尹
　　　　　　
　　　　　　　　　　　　　　　　　　　　　　　　　　　　　┣━━━━━━┳━━━━┳━━━━━┳━━━━━┓　　　　　　　　　┣━━━┓
　　　　　　　　　　　　　　　　　　　　　　　　　　　　　左近将監　　　
実親
　　
政則
　　　
七戸家国
室　
中野吉兵衛家　
　　　　　　　穏岐　　
伊実
　
　　　　　　　　　　　　　　　　　　　　　　　　　　　　　
政実
　　　　　　　（久慈家養子）　　　　　　
中野康実
(直康、直実)　　
連伊

　　　　　　　　　　　　　　　　　　　　　　　　┏━━━━┫　　　　　　　　　　　　　　　　　　　　　　　┃
　　　　　　　　　　　　　　　　　　　　　　　　∥　　　　
亀千代
　　　　　　　　　　　　　　　　　　　（中野家）
　　　　　　　　　　　　　　　　　　　　　
市右衛門
　
　　　　　　　　　　　　　　　　　　　　　　　　　　　　　　　　
```

## 庶家

### 姉帯氏
姉帯氏（あねたいし）は、三戸南部16代助政の代に分かれたとの所伝もあるが（奥南旧指録）、九戸連康の子姉帯兼実が、糠部郡姉帯村（二戸郡一戸町）を領し、郷村の在名を氏としたのに始まるとするのが通説である。天正19年（1591年）の九戸政実の乱において姉帯城は九戸軍の最前線として、城主姉帯大学兼興と弟の五郎兼信はともに籠城して討死し、一族共に滅亡した。

### 中野氏
九戸政実の弟・高田吉兵衛康実が岩手郡東西中野村（現在の盛岡市中野）を南部信直より賜わり、これによって中野修理に改めた。しかし信直の子で南部氏27代・南部利直と不和になって毒殺されたとも、九戸落城で浪人した従弟・九戸連伊と歓談中に口論となり殺害された、その後連伊は康実の息子に討ち取られた、とも言われている。ただ利直との不和については子孫が南部家の家老になっているため、疑わしい。連伊の弟・九戸伊実は落城時浪人したが、葛西大崎一揆に参加し蒲生氏との戦いで戦死した（『奥南落穂集』）。
その後も中野氏は八戸氏、北氏と共に南部家中で代々家老を務める「御三家」の一つとして続いた。6代当主の中野光康（吉兵衛）は、享保10年に18歳で藩主となった南部利視の後見人となった。文政元年（1818年）には南部藩の家格昇進を祝って八戸氏、北氏、南氏、東氏と共に嫡子嫡孫まで南部の称号を許された。

#### 系譜
```
中野氏　本名九戸氏　高田　紋丸ノ内割菱　同鳶
　　　　　　　　　　　　（九戸氏）
　　　　　　　　　　　　九戸右京
　　　　　　　　　　　　　　
信仲

　　　　　　　　　　　　　　┃
　　　　　　　　　　　
中野吉兵衛家

　　　　　　　　　　　　中野修理
　　　　　　　　　　　　　　
康実(直実、直実)

　　　　┏━━━━━━━━━┫
　
高田等家
　　　　　　　　　
正康
(直正)
　　
高田康仲
　　　　　　　　┣━━━━━┳━━━━━┓
　　　　┃　　　　　　　　　
元康
　　　　長則　　　　長行
　　　　元考　　　　　　　　┣━━━━━━━━━━━━━━━━━━━━━┳━━━━━┳━━━━━┳━━━━━┓
　　　　┃　　　　　　　　　
直保
(康敬)　　　　　　　　　　　　　　　　
中野宮門家
　　
中野常之進家
　
中野滝弥家
　　　安久 
　　　　元次　　　　　　　　┃　　　　　　　　　　　　　　　　　　　　　康忠　　　　保次　　　　康忠(保栄) 
　　　　┃　　　　┏━━━━╋━━━━┳━━┳━━━━┳━━━━┓
　　　　康考　　
中野要人家
　
永州
(廣康)　隆明　連族　　　久連　　
中野三五郎家

　　　　┃　　　　守利　　　┃　　　　　　　　　（楢山家養子）　康金 
　　　　康政　　　┃　　　　
光康
(安光)
　　　　┃　　　　康官　　　┣━━━━━┳━━━━┳━━━━┳━━━━┓
　　　　紀康　　　┃　　　　
康貞
　　　
辛頼母家
　　　康教　　　康昌　　　王升
　　　　┃　　　　康次　　　┃　　　　　金永　　　
　　　　　　　　　┃　　　　
康敬

　　　　　　　　　保照　　　┃
　　　　　　　　　┃　　　　
康房

　　　　　　　　　保邦　　　┃
　　　　　　　　　┃　　　　
康孝
```

### 小軽米氏
小軽米氏（こがるまいし）は九戸流九戸党の一人。
出生・経歴・没年不詳。三戸南部氏を継いだ南部信直と九戸政実との争いに端を発した九戸政実の乱では、九戸党でただ一人三戸南部氏側についたと言う。九戸政実の乱後、南部信直に三十石で仕えるも居城の小軽米城は破棄され、所領の古軽米村とその一円は新たに置かれた軽米代官所の管轄になり、小軽米氏は陸奥国の野辺地城城代に転封される。次期同城代に子の小軽米左衛門直連の名が残る。また、久俊か直連の子かは不明だが、直久と言う名が在る。家系を辿ると、江刺家（えさしか）姓に名を名を変えたようでもある。野辺地城代を務めた後は、婚縁を頼り。一族と共に、浄法寺村へ移り住む。その後、八戸南部氏が遠野への転封になった際に。小軽米氏系の何名かは、遠野へ移り住んだ。なお、それ等の遠野に移った小軽米氏は、後に"武田"姓を名のったとされる。
小軽米之俊九戸流左衛門久俊古左衛門武田一寄斎（一熈斉とも）
　　　　　　　　　　　↓
　　↓－－－－－－－－－－－－－－－－－－↓－－－－－－－－－－－↓
直連／久俊子／左衛門／野辺地城代　　　久正／久俊子／藤蔵　　　久幸／久俊子／江刺家彦四郎
　　　　↓
　　↓－－－－－－－－－－－－－－－－－－－－－－－－－－－－－↓
直久／直連子？久俊子？／江刺家瀬兵衛直成仕南部利直　　　　嘉兵衛／直連子
　　↓　　　　　　　　　　　　　　　　　　　　　　　　　　　　　↓
高久／直久子／庄作／江刺家茂兵衛　　　　　　　　　　　源太左衛門／嘉兵衛子